# (3096) Bezruč
(3096) Bezruč est un astéroïde de la ceinture principale.

## Description
(3096) Bezruč est un astéroïde de la ceinture principale. Il fut découvert le 28 août 1981 à l'Observatoire Kleť par Zdeňka Vávrová. Il présente une orbite caractérisée par un demi-grand axe de 2,67 UA, une excentricité de 0,19 et une inclinaison de 12,1° par rapport à l'écliptique.

## Compléments